# 安達·賓圖
安德烈·阿尔梅达·平托（葡萄牙語：André Almeida Pinto，1989年10月5日—）是葡萄牙的職業足球運動員，司職中後衛，現效力於葡萄牙足球超級聯賽布拉加。

## 外部連結
- Template:Zerozero profile
- André Pinto於ForaDeJogo的個人資料
- Soccerway資料庫：André Pinto
- 安達·賓圖在 National-Football-Teams.com 上的出场纪录